# Klaus-Peter Flosbach

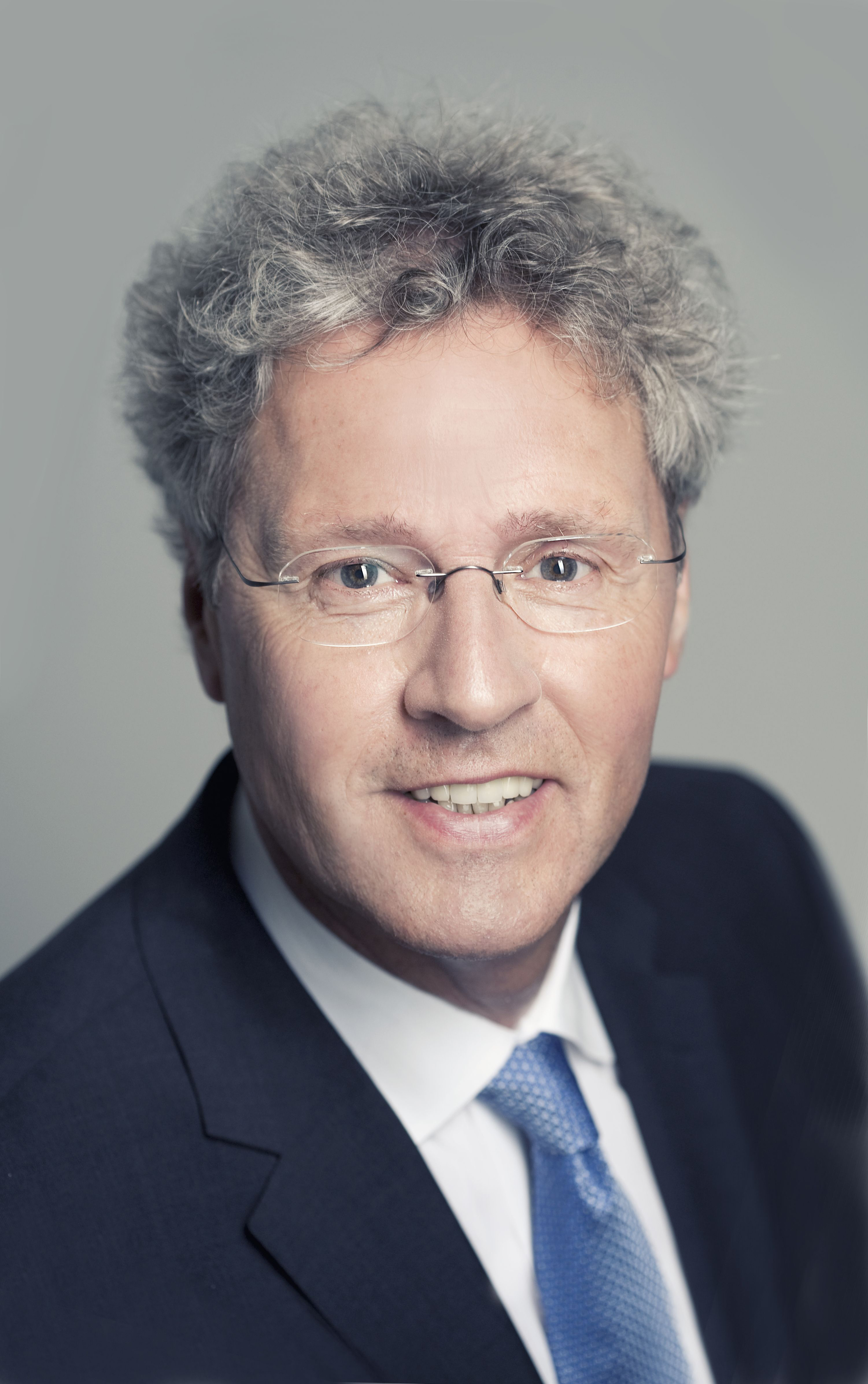
Klaus-Peter Flosbach (2013)

Klaus-Peter Flosbach (* 8. Januar 1952 in Wipperfürth) ist ein deutscher Politiker (CDU) und war direkt gewählter Bundestagsabgeordneter für den Oberbergischen Kreis. 

## Leben und Beruf
Nach dem Abitur am Engelbert-von-Berg-Gymnasium Wipperfürth absolvierte Flosbach ein Studium der Betriebswirtschaftslehre an der Universität zu Köln, welches er 1979 als Diplom-Kaufmann beendete. Danach war er als Angestellter in einem Finanzunternehmen tätig, bis er sich 1992 als Wirtschaftsberater selbständig machte.
Klaus-Peter Flosbach ist katholisch, verheiratet und Vater von drei Kindern.

## Partei
Flosbach trat 1972 in die CDU ein und engagierte sich zunächst in der Jungen Union, deren Kreisvorsitzender im Oberbergischen Kreis er von 1979 bis 1982 war. Er war von 1989 bis 1995 Schatzmeister und ist seit 1995 Vorsitzender des CDU-Kreisverbandes Oberberg.

## Abgeordneter
Flosbach gehörte von 1979 bis 1982 dem Stadtrat von Wipperfürth an und ist seit 1999 Mitglied des Kreistages des Oberbergischen Kreises.
Ab 2002 war er Mitglied des Finanzausschusses des Bundestages. Von Januar 2011 bis Januar 2014 war Flosbach Finanzpolitischer Sprecher der CDU/CSU-Bundestagsfraktion. Ab Januar 2014 war er Vorsitzender des Parlamentarischen Finanzmarktgremiums. Er war Beisitzer im Fraktionsvorstand der CDU/CSU-Bundestagsfraktion.
Klaus-Peter Flosbach zog stets als direkt gewählter Abgeordneter des Wahlkreises Oberbergischer Kreis in den Bundestag ein. Bei der Bundestagswahl 2013 erreichte er dort 52,2 % der Erststimmen. Bei der Bundestagswahl 2017 trat er nicht mehr an und schied daher mit Zusammentritt des neuen Bundestages aus dem Parlament aus.